# بوبسهایم
بوبسهایم (به آلمانی: Bubesheim) یک شهر در آلمان است که در گونتسبورگ واقع شده‌است.